# Chiesa di Santa Maria delle Grazie (Montalcino)
La chiesa di Santa Maria delle Grazie è un edificio sacro che si trova in piazzale delle Grazie 4 a Montalcino.

## Descrizione
Se ne hanno notizie dal XIV secolo, quando era possesso dell'abbazia di Sant'Antimo. Nel 1438 vi fu eretto un convento di monache Guglielmine. L'ospedale di Santa Maria della Croce vi edificò poi la chiesa attuale ed uno spedaletto. Dopo i gravi danni subiti nel 1553, l'edificio fu restaurato nel 1577. Oggi è proprietà del Comune di Montalcino. La chiesa è corredata di un campanile a vela del XIX secolo.